# Lysiteles furcatus
Lysiteles furcatus es una especie de araña cangrejo del género Lysiteles, familia Thomisidae, orden Araneae.

## Distribución
Esta especie se encuentra en China.

## Taxonomía
Fue descrita científicamente por Tang & Li en 2010.
Tratamiento taxonómico
La especie aparece registrada y publicada en Crab spiders from Hainan Island, China (Araneae, Thomisidae). Zootaxa 2369: 1–68.